# نتائج منتخب لبنان لكرة القدم (1940–1989)
| · نتائج منتخب لبنان لكرة القدم                                                                                           |
| --- |
| - 1940–1989 (53 مباراة) - 1990–1999 (65 مباراة) - 2000–2009 (92 مباراة) - 2010–2019 (87 مباراة) - 2020–حالياً - غير رسمية |

قائمة نتائج منتخب لبنان لكرة القدم من 1940 إلى 1989.
لعب مُنتخب لبنان ضد فلسطين الانتدابية في عام 1940 وهُزم بنتيجة 5-1. وفيها سجل كميل قرداحي الهدف الدولي الأول للبنان.
بينما لم يشارك لبنان في تصفيات كأس العالم حتى عام 1994، فقد شارك في تصفيات كأس آسيا 1972 و1980، ولم يتأهل في كلتا المناسبتين. استضاف لبنان النسخة الافتتاحية من كأس العرب 1963، وحصل على المركز الثالث.
شارك المنتخب في كأس العرب 1964 و1966، وحصل على المركز الرابع في كلتا المناسبتين، وشارك في كأس العرب 1988. كما شارك في دورة الألعاب العربية في 1953، واستضاف دورة الألعاب العربية 1957 وفيها حصل على المركز الثالث، ومن ثم المركز الرابع في دورة الألعاب العربية 1961، وشارك أيضًا في دورة الألعاب العربية 1965.
استضاف لبنان ألعاب البحر الأبيض المتوسط 1959، وحصل على المركز الثالث، وشارك في ألعاب البحر الأبيض المتوسط 1963.

## النتائج
| GS     | مرحلة المجموعات |
| SF     | نصف النهائي     |
| الثالث | المركز الثالث   |

### عقد 1940
| 27 أبريل 1940 مباراة ودية | بالاو                                                                    | فلسطين الانتدابية 5–1 لبنان | لبنان             | تل أبيب، فلسطين الانتدابية                                                               |
| 16:00 ت ع م+03:00         | - Meitner 2' - Schneiderovitz 11' (ركلة.) - Machlis 32' - Kaspi 40'، 60' | تقرير                       | - كميل قرداحي 50' | الملعب: ملعب مكابيه الحضور: 10,000 الحكم: John Blackwell ‏ (الاتحاد الإنجليزي لكرة القدم) |

### عقد 1950
| 3 أغسطس 1953 كرة القدم في دورة الألعاب العربية 1953 | الأردن | 4–1 | لبنان | الإسكندرية، مصر |

| 6 أغسطس 1953 كرة القدم في دورة الألعاب العربية 1953 | لبنان | 0–0 | سوريا | الإسكندرية، مصر |

| 23 يناير 1955 مباراة ودية | لبنان | 2–3 | بلغاريا | بيروت، لبنان |

| 29 فبراير 1956 مباراة ودية | لبنان | 1–4 | المجر | بيروت، لبنان |

| 18 أكتوبر 1957 كرة القدم في الدورة الرياضية العربية الثانية بيروت 1957 | لبنان | 1–1 | السعودية | بيروت، لبنان |

| 20 أكتوبر 1957 كرة القدم في الدورة الرياضية العربية الثانية بيروت 1957 | لبنان | 1–1 | سوريا | بيروت، لبنان |

| 22 أكتوبر 1957 كرة القدم في الدورة الرياضية العربية الثانية بيروت 1957 | لبنان | 6–0 | الأردن | بيروت، لبنان |

### عقد 1960
| 3 سبتمبر 1961 كرة القدم في دورة الألعاب العربية 1961 | المغرب | 1–0 | لبنان | الدار البيضاء، المغرب |

| 4 سبتمبر 1961 كرة القدم في دورة الألعاب العربية 1961 | لبنان | 7–1 | السعودية | الدار البيضاء، المغرب |

| 6 سبتمبر 1961 كرة القدم في دورة الألعاب العربية 1961 | لبنان | 4–0 | الكويت | الدار البيضاء، المغرب |

| 8 سبتمبر 1961 كرة القدم في دورة الألعاب العربية 1961 | لبنان | 0–4 | مصر | الدار البيضاء، المغرب |

| 10 سبتمبر 1961 كرة القدم في دورة الألعاب العربية 1961 | لبنان | 2–3 | ليبيا | الدار البيضاء، المغرب |

| 31 مارس 1963 كأس العرب 1963 | لبنان | 6–0 | الكويت | بيروت، لبنان |

| 4 أبريل 1963 كأس العرب 1963 | لبنان | 2–3 | سوريا | بيروت، لبنان |

| 6 أبريل 1963 كأس العرب 1963 | لبنان | 5–0 | الأردن | بيروت، لبنان |

| 7 أبريل 1963 كأس العرب 1963 | لبنان | كأس العرب 1963 | تونس | بيروت، لبنان |

| 9 يونيو 1963 مباراة ودية | تونس | 2–0 | لبنان | تونس، تونس |

| 13 نوفمبر 1964 كأس العرب 1964 | الأردن | 0–0 | لبنان | مدينة الكويت، الكويت |

| 15 نوفمبر 1964 كأس العرب 1964 | ليبيا | 2–1 | لبنان | مدينة الكويت، الكويت |

| 17 نوفمبر 1964 كأس العرب 1964 | العراق | 1–0 | لبنان | مدينة الكويت، الكويت |

| 19 نوفمبر 1964 كأس العرب 1964 | الكويت | 2–3 | لبنان | مدينة الكويت، الكويت |

| 20 مارس 1965 مباراة ودية | قبرص | 2–0 | لبنان | نيقوسيا، قبرص |

| 4 سبتمبر 1965 كرة القدم في دورة الألعاب العربية 1965 | الجمهورية العربية المتحدة | 3–0 | لبنان | القاهرة، مصر |

| 6 سبتمبر 1965 كرة القدم في دورة الألعاب العربية 1965 | العراق | 0–0 | لبنان | القاهرة، مصر |

| 3 أبريل 1966 كأس العرب 1966 | لبنان | 6–1 | البحرين | بغداد، العراق |

| 5 أبريل 1966 كأس العرب 1966 | لبنان | 2–1 | الأردن | بغداد، العراق |

| 6 أبريل 1966 كأس العرب 1966 | لبنان | 2–1 | الكويت | بغداد، العراق |

| 7 أبريل 1966 كأس العرب 1966 | العراق | 0–0 | لبنان | بغداد، العراق |

| 8 أبريل 1966 كأس العرب 1966 | سوريا | 1–0 | لبنان | بغداد، العراق |

| 10 أبريل 1966 كأس العرب 1966 | ليبيا | 6–1 | لبنان | بغداد، العراق |

### عقد 1970
| 11 ديسمبر 1971 تصفيات كأس آسيا | البحرين | 3–0 | لبنان | مدينة الكويت، الكويت |

| 14 ديسمبر 1971 تصفيات كأس آسيا | الكويت | 1–0 | لبنان | مدينة الكويت، الكويت |

| 19 ديسمبر 1971 تصفيات كأس آسيا | لبنان | 3–2 | سوريا | مدينة الكويت، الكويت |

| 22 ديسمبر 1971 تصفيات كأس آسيا | العراق | 4–1 | لبنان | مدينة الكويت، الكويت |

| 24 ديسمبر 1971 تصفيات كأس آسيا | لبنان | 2–0 | الأردن | مدينة الكويت، الكويت |

| 26 سبتمبر 1974 كأس القنيطرة 1974 | الجزائر | 4–1 | لبنان | دمشق، سوريا |

| 29 سبتمبر 1974 كأس القنيطرة 1974 | لبنان | 2–1 | تونس | دمشق، سوريا |

| 30 سبتمبر 1974 كأس القنيطرة 1974 | الأردن | 0–0 | لبنان | دمشق، سوريا |

| 2 أكتوبر 1974 كأس القنيطرة 1974 | المغرب | 3–0 | لبنان | دمشق، سوريا |

| 4 أكتوبر 1974 كأس القنيطرة 1974 | مصر | 2–0 | لبنان | دمشق، سوريا |

| 16 مايو 1975 الكأس الرئاسي | كوريا الجنوبية | 1–0   | لبنان | سول، كوريا الجنوبية    |
| 19:40 ت ع م+09:00          | - Park 36'     | تقرير |       | الملعب: Seoul Stadium ‏ |

| 16 نوفمبر 1979 تصفيات كأس آسيا | الإمارات العربية المتحدة | 0–0 | لبنان | أبو ظبي، الإمارات العربية المتحدة                                           |
|                                |                          |     |       | الملعب: ستاد محمد بن زايد الحكم: Muhib Al Jaid (الاتحاد السعودي لكرة القدم) |

| 22 نوفمبر 1979 تصفيات كأس آسيا | سوريا         | 1–0 | لبنان                                    | أبو ظبي، الإمارات العربية المتحدة                                              |
|                                | - Qaddour 21' |     | - Saleh 60' - Abboud 63' - إميل رستم 70' | الملعب: ستاد محمد بن زايد الحكم: Abdulwahab Binai (الاتحاد الكويتي لكرة القدم) |

### عقد 1980
| 11 يوليو 1988 كأس العرب 1988 | العراق | 0–0 | لبنان | عمان، الأردن                           |
|                              |        |     |       | الملعب: ستاد عمان الدولي الحضور: 8,000 |

| 15 يوليو 1988 كأس العرب 1988 | مصر                                               | 3–0 | لبنان | عمان، الأردن                            |
|                              | - أيمن شوقي 29' - طاهر أبو زيد 68' - حسام حسن 88' |     |       | الملعب: ستاد عمان الدولي الحضور: 22,000 |

| 17 يوليو 1988 كأس العرب 1988 | لبنان            | 1–1 | تونس            | عمان، الأردن                            |
|                              | - محمود حمود 65' |     | - Mehedhebi 46' | الملعب: ستاد عمان الدولي الحضور: 25,000 |

| 30 أكتوبر 1989 كأس الصداقة والسلام 1989 | الكويت                                                                | 5–0 | لبنان | مدينة الكويت، الكويت                                                            |
| 15:30                                   | - Al-Anbari 14' - Abdul Nabi 39' - Suleyman 40' - Al-Hassawi 57'، 78' |     |       | الملعب: استاد الصداقة والسلام الحضور: 35,000 الحكم: كيم ميلتون نيلسن (الدنمارك) |

| 2 نوفمبر 1989 كأس الصداقة والسلام 1989 | أوغندا                    | 2–0 | لبنان | مدينة الكويت، الكويت                                                    |
| 14:30                                  | - Senoga 29' - Musisi 38' |     |       | الملعب: استاد الصداقة والسلام الحضور: 13,000 الحكم: Mohamed Salah Karim |

## وصلات خارجية
- نتائج منتخب لبنان وتجهيزاته في الاتحاد اللبناني لكرة القدم
- نتائج منتخب لبنان في مؤسسة إحصاءات وثيقة لرياضة كرة القدم